# Redonda frailejona
La mariposa braquíptera de los frailes (Redonda frailejona) es una especie de mariposa de la familia Nymphalidae que fue descrita por J.R. Ferrer-Paris y Mauro Costa en 2015, a partir de ejemplares provenientes del páramo andino de Santo Domingo en el estado de Mérida, Venezuela. Durante muchos años se le consideraba una población de Redonda empetrus, pero la comparación de diferentes caracteres morfológicos ha confirmado su identidad como un taxón independiente.

## Distribución
R. frailejona es una especie endémica de Venezuela, con una distribución extremadamente restringida. Se conoce exclusivamente de la localidad típica entre la Laguna de Mucubají y la población de Santo Domingo en el Parque nacional Sierra Nevada aunque es probable que su distribución real sea más amplia.

## Biología
El dimorfismo sexual en el tamaño de las alas es el caso más extremo conocido en mariposas diurnas, solo comparable con el de R. bordoni y R. chiquinquirana.

## Conservación
Las poblaciones de R. frailejona se consideran vulnerables por su alto grado de especialización al medio ambiente páramo. A pesar de que se sospecha que sus larvas se alimentan de plantas altamente abundantes en su hábitat natural, la transformación de los páramos por el sobrepastoreo pueden cambiar las condiciones locales y extinguir poblaciones enteras, incluso dentro de áreas protegidas. De hecho, los ecosistema de alta montaña venezolanos se consideran igualmente amenazados según los criterios de listas rojas de ecosistemas.
R. frailejona no ha sido evaluada formalmente para su inclusión en listas de especies amenazadas.